# NGC 2795
NGC 2795 is een elliptisch sterrenstelsel in het sterrenbeeld Kreeft. Het hemelobject werd op 21 december 1863 ontdekt door de Duitse astronoom Albert Marth.

## Synoniemen
- UGC 4887
- MCG 3-24-20
- ZWG 91.39
- PGC 26143